# جام طلایی کونکاکاف ۲۰۰۹
جام طلایی کونکاکاف ۲۰۰۹ دهمین دوره جام طلایی کونکاکاف بود که با شرکت تیم‌های عضو کونکاکاف (آمریکای شمالی، آمریکای مرکزی و کارائیب) برگزار شد. در پایان مسابقات تیم ملی فوتبال مکزیک برای پنجمین بار به مقام قهرمانی رسید.